# عبد الله بدر الدين

صورة لعبد الله بدر الدين

سيدنا عبد الله بدر الدين بن سيدنا عبد الحسين حسام الدين (وُلد في 11 تموز 1846 م) كان زعيمًا دينيًا هندي المولد، وهو الداعي المطلق الخمسون لطائفة البهرة الداودية. كان ابن سيدنا عبد الحسين حسام الدين، الذي يعود نسب عائلته إلى سيد فخر الدين شهيد. عندما اعتنقه الداعي المطلق التاسع والأربعون سيدنا محمد برهان الدين، لم تصدق أعين من كان يقول: "بعد سيدنا محمد برهان الدين، ستزول الطائفة".
بحكم كونه ابنًا للسيد عبد الحسين حسام الدين، فقد ارتبط ارتباطًا وثيقًا بعمه الداعي المطلق السابع والأربعين، السيد عبد القادر نجم الدين. تلقى تعليمه على يد والده في جميع مجالات المعرفة وظل دائمًا في خدمة عمه، طوال فترة طفولته وشبابه حتى سن التاسعة والثلاثين، حيث ساعده وتعلم منه أيضًا. ثم خدم والده لمدة ست سنوات عندما أصبح [والده] الداعي المطلق الثامن والأربعين. وفي وقت لاحق، خدم أيضًا الداعي المطلق التاسع والأربعين السيد محمد برهان الدين لمدة خمسة عشر عامًا بتفانٍ ومسؤولية كبيرة.
وقد مُنح أعظم شرفٍ بأن أصبح الداعي المطلق الخمسين لطائفة البهرة الداوودية. وفي عام 1915 م، منح النص للسيد طاهر سيف الدين وتوفي في وقتٍ لاحقٍ من ذلك العام.

## الحياة المبكرة
كان سيدنا بدر الدين ابنًا للسيد عبد الحسين حسام الدين. وُلد في سورت، وهي مدينة في ولاية كجرات بالهند. وكان شقيقيه سيدي عبد علي موي الدين والشيخ آدم زي الدين. تأثرت طفولته بشكل كبير بثقافة وتقاليد ومبادئ البهرة الداودية حيث نشأ في عائلة من الدعاة المطلقين. تلقى تعليمه على يد والده وبينما كان يدرس أدرك والده أنه كان مهتمًا جدًا بالتعلم وكان أيضًا قارئًا نهمًا. لقد التزم بحفظ كتاب دعائم الإسلام، الذي يحتوي على قواعد كيفية أداء مختلف عقائد الإسلام. لقد حفظ الكتاب بطريقة تمكنه من اقتباس أي مرجع من الكتاب بدقة كبيرة.
كما علمه السيد عبد القادر نجم الدين ووالده وشقيقه السيد عبد العالي معين الدين تلك المعرفة التي اكتسبوها من السيد عبد العالي عماد الدين، ونقلها الأخوان فيما بعد إلى الداعي المطلق الحادي والخمسين السيد طاهر سيف الدين. وهكذا فإن المعرفة التي نقلها الداعي المطلق الثالث والأربعون السيد عبد العالي سيف الدين قطعت مسافة مائة عام ووصلت إلى شخصها الصحيح، دون أن يقطعها أعداء طائفة البهرة الداوودية المتعلمون.
في عهد سيدنا عبد القادر نجم الدين، تنبأ "حد الفاضل" (شخص رفيع المستوى متعلم) من طائفة البهرة الداوودية بالمستقبل المجيد لعبد الله بدر الدين.
أولى عبد القادر نجم الدين اهتمامًا خاصًا بجميع جوانب تربيته وتعليمه جنبًا إلى جنب مع شقيقه سيدي عبد علي موي الدين. كما كتب سيدي عبد علي موي الدين العديد من النثر والقصائد.
طوال شبابه، كان يقضي معظم وقته إما مع الداعي المطلق، ويساعده في أداء الواجبات الدينية، ويتعلم منه في الوقت نفسه. أو كان مع والده يتعلم أدقّ أسرار الداعي المطلق. أو كان يشارك في أنشطة تُحسّن أحوال أفراد المجتمع، أو كان ينغمس في كتب العلم.

## الحياة قبل تقلده منصب الداعي المطلق
وُلِد عبد الله بدر الدين في عهد الداعي المطلق السابع والأربعين وعمه عبد القادر نجم الدين. في الوقت الذي دبر فيه أعداء مجتمع البهرة الداودية مؤامرة تفيد بأن الداعي المطلق السادس والأربعين محمد بدر الدين لم يمنح عبد القادر نجم الدين "النص" لتعيينه خلفًا له. أثار ذلك كثيرًا من الفوضى والارتباك بين أفراد المجتمع. ولم يُجب عمه على هذا الاتهام بشيء، بل اكتفى بالقول إن خامس داعٍ مطلق من نسله سيردّ على أعدائه. وقد سافر عمه كثيرًا بين مساكن أتباع طائفة الداوودية البهرية لتعليمهم وتثقيفهم، ومنح الإذن لجميع العلماء من أبناء الطائفة أن يُعلّموا عامة الناس بالحقيقة. وقد وقف هو إلى جانب عمه، وكذلك فعل سائر العلماء من أهل الطائفة. وبجهودهم المشتركة، تمكنوا من إعادة كثير ممن ضلوا بسبب مزاعم الأعداء، كما زادوا من إيمان من ثبتوا على موقفهم مع عمه. لكن كل هذه الأنشطة استنزفت موارد الطائفة المالية بشكل كبير، مما أدى إلى تزايد مديونيتها.
عندما أصبح والده الداعي المطلق الثامن والأربعين، ورث أيضًا جميع الديون التي كانت تثقل كاهل طائفة الداوودية البهرية. كانت تلك فترة عصيبة جدًا على الطائفة. وفي ذلك الوقت، وقف إلى جانب والده بثبات، وفعل كل ما طلبه منه والده من أجل تقليل هذه الديون.
ثم أصبح محمد برهان الدين، ابن عمه، الداعي المطلق التاسع والأربعين. وقد وضع ابن عمه خطة لإخراج طائفة الداوودية البهرية من ديونها وتحريرها من قيود الدائنين. ومن أجل ذلك، أنشأ ابن عمه صندوقًا باسم "صندوق الداوودية"، بهدف جمع الأموال لسداد هذه الديون. فتولى هو هذه المهمة وانشغل بها تمامًا، حتى إنه كان يخرج في الصباح الباكر، يستأجر عربة، ويزور المحلات لجمع التبرعات، وكان يواصل العمل حتى وقت الغداء، وحين يعود إلى البيت يتناول طعامه وحده. ولشدة تفانيه في هذا العمل، قال أحد أعمامه معلقًا: "الذي يخدمه ليل نهار لا ينتظره حتى ليتناول الطعام معه"، في إشارة إلى ابن عمه.
ولكن عندما منحه أخوه ابن عمه النص وأصبح الداعي المطلق الخمسين لطائفة البهرة الداوودية، اعترف نفس العم بأن من يخدم يُخدم في المقابل.
وهكذا كان له الشرف العظيم بخدمة ثلاثة من الدعاة المطلقين، كما نال نعمة أن يصبح الداعي المطلق الخمسين.

## الحياة بعد تقلده منصب الداعي المطلق
كان وجه عبد الله بدر الدين مشرقًا كالبدر في تمامه، وكل من رآه انبهر بجلال هيبته ووقاره.
أصبح الداعي المطلق الخمسين بفضل النصّ الذي أجراه عليه الداعي المطلق التاسع والأربعون، محمد برهان الدين، في مدينة سورت سنة 1906م.
وبفضل الجهود الجبارة التي بذلها الدعاة المطلقون الثلاثة: عبد القادر نجم الدين، وعبد الحسين حسام الدين، وبالأخص التخطيط المدروس الذي انتهجه الداعي المطلق التاسع والأربعون محمد برهان الدين، كانت طائفة الداوودية البهرية عند انتقال زمام القيادة إليه في حال من الازدهار والنماء. وكان له دور كبير ومميز في الوصول إلى هذه المرحلة طوال فترة عمله تحت قيادة أولئك الدعاة الثلاثة.
وفي عام 1907، ألقى أول مجلس وعظي له يوم عاشوراء، العاشر من شهر المحرم الحرام حسب التقويم الهجري. وقد أعاد هذا المجلس الثقة في نفوس العلماء من أبناء الطائفة، فتيقّنوا أن نفحات الإمام المستور وتأييده ملازمة له.
وفي رحلاته الكثيرة، وضع حجر الأساس للعديد من المساجد، وقد أُنجز بعضها في حياته، فقام هو بافتتاحها، فيما أُكمل الباقي في عهد الداعي المطلق الحادي والخمسين، طاهر سيف الدين. كما قام بإعادة بناء دارس السيفي (التي تُعرف اليوم بالجامعة السيفية في سورت)، مضيفًا إليها مباني جديدة.
وخلال أسفاره، كان يؤكد دومًا على أهمية تخصيص الوقت لقراءة الكتب الدينية الخاصة بالطائفة، وكان مثالًا يُحتذى في الالتزام الصارم بتعاليم الإسلام، كما حرص على أن يسير أفراد الطائفة على النهج ذاته.
وفي عام 1915، أجری النصّ على ابن أخيه طاهر سيف الدين في منطقة دوماس، قرب سورت. وعندما جاء ابن أخيه في اليوم التالي لطلب البركة، أُبلغ بالنصّ، فاغرورقت عيناه بالدموع. عندها دعاه عبد الله بدر الدين إليه، ووضع يده على كتفه وقال:
"يا أخي، أعلم أن سُحب المؤامرات السوداء بدأت تلوح في الأفق، وأنك وحيد في هذه المواجهة. ولكن لا تجعل للشكّ موضعًا في قلبك، فإن تأييد الإمام المستور معك كاملًا، وآمل أن يُظهر الإمام المستور نفسه على يديك، يا أخي."
تُوفي في 25 كانون الثاني 1915م (10 ربيع الأول 1333هـ).

## الإنجازات
في عهد عمه، الداعي المطلق السابع والأربعين عبد القادر نجم الدين، حينما نشر الأعداء شائعة مفادها أن الداعي المطلق السادس والأربعين محمد بدر الدين لم يُجرِ النصّ على عمه، التزم عمه الصمت بادئ الأمر، ثم قال لاحقًا: "الردّ على أعدائي سيكون على يد خامس داعٍ مطلق من نسلي." وبمساعدة عبد الله بدر الدين، وعدد من العلماء من أبناء الطائفة، بدأ عمه بجولات واسعة بين أفراد المجتمع، يعلّمهم ويوضح لهم الحقيقة بشأن النصّ. وقد استطاع عبد الله بدر الدين، بفضل علمه وحكمته وحنكته في الإقناع، أن يُعيد العديد ممن انخدعوا بادعاءات الأعداء إلى صفوف الطائفة، كما عزز يقين وثبات من وقفوا إلى جانب عمه، بحججه الدامغة والبراهين التي لا تُرد.
وحين أصبح والده، عبد الحسين حسام الدين، الداعي المطلق الثامن والأربعين، كانت الطائفة مثقلة بالديون. وكانت تلك من أشد الفترات عليه، إلا أنه وقف إلى جانب والده بإصرار وتفانٍ، ملتزمًا بكل توجيهاته، وباذلًا كل ما في وسعه لإخراج طائفة الداوودية البهرية من أزمتها المالية.
ثم أظهر الحماسة ذاتها، والاحترام نفسه، في خدمته لابن عمه، الداعي المطلق التاسع والأربعين، محمد برهان الدين. وعندما أعلن ابن عمه عن تأسيس "صندوق الداوودية" لسداد ديون الطائفة، تصدى عبد الله بدر الدين لهذه المهمة مجددًا، وكرّس لها وقته وجهده. استخدم كل ما أوتي من قدرة على الإقناع والمعرفة لشرح خطورة الاستمرار في العيش تحت وطأة الديون، حتى تجاوب الناس وشاركوا في حملة السداد. وبفضل جهوده الهائلة، تم سداد جميع ديون الطائفة خلال فترة لا تتجاوز خمس سنوات.
كما ساعد ابن عمه في وضع هيكل تنظيمي فعّال ومتكامل لضمان سير العمل في مختلف مؤسسات الطائفة بسلاسة. بدأ بدراسة آلية عمل الأقسام المختلفة، ثم عمل على تنسيقها وضبط العلاقة فيما بينها، وحلّ المشكلات التي كانت تعيق الأداء. بعد ذلك، تم تحديد صلاحيات ومسؤوليات كل مسؤول، وإبلاغهم بها بدقة. وخلال خمس سنوات فقط، كانت كل الأقسام تعمل بانسجام وكأنها وحدة واحدة، مما مهد لانطلاقة كبيرة في مسيرة الطائفة التنموية.
ثم وضع ابن عمه خطة لنهضة أفراد الطائفة الداوودية البهرية وتطوير أحوالهم المعيشية، فتولى عبد الله بدر الدين هذه المهمة بكل اهتمام، وانشغل بها انشغالًا تامًا. عمل مع ابن عمه على انتشال أفراد الطائفة من براثن الفقر وأعمال الدخل المحدود، ووجّهوهم نحو مصادر رزق ذات مردود أوفر، حتى تغيّرت أحوالهم المادية وتبدلت معها أحوال الطائفة عمومًا. وفي غضون خمس سنوات، تحولت الطائفة من جماعة مثقلة بالديون إلى طائفة مزدهرة تنمو بخطى سريعة.
وفي هذه المرحلة، تولّى عبد الله بدر الدين منصب الداعي المطلق الخمسين، واستمر في قيادة المسيرة التنموية في عصره.
أكمل أعمال المساجد والمنشآت المختلفة التي بدأها ابن عمه، ووضع أسس العديد من المساجد في عصره. كما أعاد بناء مدرسة السيفية (المعروفة الآن باسم الجامعة السيفية).